# Feel 2
Feel 2 – drugi album polskiego zespołu popowo-rockowego Feel. Płyta została wydana 8 czerwca 2009. Prace nad albumem grupa rozpoczęła w 2009 roku, a promocję już w kwietniu, wydając singla „Pokaż mi niebo”. Nagrania dotarły do 1. miejsca zestawienia OLiS.

## Informacje
Feel zapowiedział, że po występie na warszawskim sylwestrze w Polsacie skończy z koncertami i skupi się na nagraniu nowego albumu. Ogłosił również, że będzie na nim więcej rocka niż na poprzednim krążku, Feel. W kwietniu Feel wydał pierwszego singla z nowej płyty – „Pokaż mi niebo”. 7 kwietnia na Plejada.pl nastąpiło oficjalne potwierdzenie tytułu, Feel 2, i daty premiery – 5 czerwca. Na kolejne single wybrano nagrania „No kochaj mnie”, „Urodziny” i „Jeśli czegoś pragniesz”. Album uzyskał platynowy nakład 30 tys. egzemplarzy.

## Lista utworów
Opracowano na podstawie materiału źródłowego.
1. „Pokaż mi niebo” – 04:43
2. „No kochaj mnie” – 03:17
3. „Rano kawa budzi mnie” – 03:45
4. „A w noc, kiedy budzisz się” – 03:02
5. „Jeśli czegoś pragniesz” – 03:22
6. „Pomiędzy Bogiem prawdą jest” – 04:15
7. „Tylko powiedz czego chcesz” – 04:40
8. „Rzeka marzeń” – 03:27
9. „To co ja dziś widzę w tobie” – 03:47
10. „You May Keep” – 04:43
11. Akustycznie w ciemnym klubie „Tylko powiedz czego chcesz” – 04:18
12. „Mała filharmonia „No kochaj mnie” – 03:18

## Twórcy
Opracowano na podstawie materiału źródłowego.

- Piotr Kupicha – produkcja, gitara, wokal
- Łukasz Kożuch – instrumenty klawiszowe
- Michał Nowak – gitara basowa
- Michał Opaliński – perkusja
- Jarosław „Jasiu” Kidawa – produkcja, gitara, gitara akustyczna, gitara dwunastostrunowa
- Adam Kłosiński – puzon
- Karolina Koncewicz – skrzypce
- Hanna Opalińska – altówka
- Paweł Pawłowski – gitara
- Sebastian Riedel – wokal